# Élection présidentielle somalienne de 2012
L'élection présidentielle somalienne de 2012 s'est déroulée le 10 septembre 2012. Il s'agit d'une élection au scrutin universel indirect par le Parlement fédéral de transition.
Hassan Sheikh Mohamoud est élu président de la République obtenant 190 voix contre le président sortant Sharif Sheikh Ahmed qui en obtient 79 au 2e tour de scrutin.